# Peter Bell 2
Série
Peter Bell
(2002)
Pour plus de détails, voir Fiche technique et Distribution.
Peter Bell 2 (Pietje Bell 2: De jacht op de tsarenkroon) est un film néerlandais de comédie réalisé par Maria Peters et sorti en 2003.

## Synopsis
Quand un cambriolage est commis chez Greelman, le commerçant, les visages se tournent naturellement vers Peter Bell, le trouble-fête. Pourtant, le garnement ne met pas longtemps à s'échapper de la prison dans lequel on l'a jeté sans procès. Avec de nouvelles rencontres et son inséparable groupe d'amis, Peter sème à nouveau la pagaille dans le quartier.

## Fiche technique
- Titre : Peter Bell 2
- Titre original : Pietje Bell 2: De jacht op de tsarenkroon
- Réalisation : Maria Peters
- Scénario : Maria Peters d'après le roman de Chris van Abkoude
- Musique : Henny Vrienten
- Photographie : Erwin Steen
- Montage : Ot Louw
- Production : Hans Pos et Dave Schram
- Société de production : Shooting Star Filmcompany
- Pays :  Pays-Bas
- Genre : Comédie
- Durée : 112 minutes
- Dates de sortie : 
  - Pays-Bas : 18 décembre 2003

## Distribution
- Quinten Schram (VF : Maëlys Ricordeau) : Pietje Bell (Peter Bell)
- Arjan Ederveen : Drogist Geelman
- Frensch de Groot : Sproet
- Jordy Mul : Engeltje
- Serge Price : Kees
- Nicky Burger : Jaap
- Myrte Ouwerkerk : Sophie / Klaas
- Katja Herbers (VF : Claire Beaudoin) : Martha Bell
- Bram van der Vlugt : Saint Nicolas